# Jamie Brewer
Jamie Brewer (n. en California, 5 de febrero de 1985) es una actriz y modelo estadounidense conocida por sus papeles en la serie de televisión American Horror Story.

## Primeros años
Jamie Brewer creció amando todas las formas de artes, especialmente de películas y producciones teatrales. Comenzó a tomar clases de teatro en 1999 en un "College for Kids" tomó clases durante sus años de escuela intermedia. Jamie realizó dramas, musicales, comedias, y muchas improvisaciones durante su formación teatral en el Teatro de Dionysus. Jamie apareció y habló con PSA para el "Souper Bowl of Caring Houston Food Drive" en Houston, Texas durante 2 años consecutivos que se emitió en la NBC, ABC y CBS. Brewer continúa su formación a través del teatro y la Escuela Groundlings.

## Carrera
En el 2011, Brewer hizo su debut en televisión como Adelaide "Addie" Langdon en American Horror Story: Murder House quien era hija de Constance, la vecina de la familia Harmon. Su primera aparición en Southland se produjo en un episodio titulado "Heat", el 20 de febrero del 2013. También interpretó un papel principal en American Horror Story: Coven, dándole vida a Nan, una joven bruja clarividente. En enero del 2015, Jamie apareció en American Horror Story: Freak Show como la personificación que la mente de Chester Cred crea de Marjorie, su muñeca. Participó en la fashion week de Nueva York, siendo la primera con síndrome de down.

## Filmografía

### Cine
| Año  | Película           | Personaje | Notas             |
| ---- | ------------------ | --------- | ----------------- |
| 2016 | Mi próximo aliento | ?         | Post y producción |

### Televisión
| Año         | Serie                 | Personaje               | Notas                                                     |
| ----------- | --------------------- | ----------------------- | --------------------------------------------------------- |
| 2013        | Southland             | Amanda                  | 1 episodio                                                |
| 2015        | Raymond y Carril      | Jamie                   | 3 episodios                                               |
| 2015        | Switched at Birth     | Ayudante de Profesor    | 1 episodio                                                |
| 2011 - 2018 | American Horror Story | Adelaide "Addy" Langdon | Primera Temporada Murder House / Secundario (4 episodios) |
| 2011 - 2018 | American Horror Story | Nan                     | Tercera Temporada Coven / Secundario (10 episodios)       |
| 2011 - 2018 | American Horror Story | Marjorie                | Cuarta Temporada Freakshow / Secundario (2 episodios)     |
| 2011 - 2018 | American Horror Story | Hedda                   | Séptima Temporada Cult / Secundario (1 episodio)          |
| 2011 - 2018 | American Horror Story | Nan                     | Octava Temporada Apocalypse / Secundario (2 episodios)    |